# Mlaka
Mláka je manjša kotanja s stoječo vodo, ki je lahko naravnega ali umetnega izvora in se večji del leta ne izsuši. Mlaka je manjša od ribnika. Količina vode običajno zelo niha, saj je odvisna od podtalnice, padavin ali izvira. Tudi temperatura vode in količine raztopljenega kisika in hranilnih snovi so zelo spremenljive. So pomemben življenjski prostor mnogim rastlinam in živalim, ki so se prilagodile razmeram v njih.